# يحيى الأغا
يحيى زكريا الأغا ولد في مدينة خانيونس في فلسطين عام 1955 وحصل على الثانوية العامة من مدرسة خانيونس الثانوية للبنين، ثم أكمل دراسته الجامعية في جامعة عين شمس في القاهرة وحصل على درجة البكالوريوس من هناك، وفي عام 1986 حصل على درجة الماجستير من جامعة القاهرة في النقد العربي، ومن ثم في عام 2000 حصل على درجة الدكتوراه من جامعة القرآن الكريم والعلوم الإسلامية في السودان.
عمل د.يحيى الأغا مدرساً بالجماهيرية الليبية لمدة عامين بعد التخرج، ومن ثم مدرساً في دولة قطر لمدة واحد وعشرون عاماً حتى عام 1999 ومن ثم عمل في سفارة دولة فلسطين في قطر حتى يومنا هذا.

## الدراسات والأبحاث
خمسة كتب في الأدب الفلسطيني والنقد.
1- الصورة الفنية في شعر فدوى طوقان وأثر الوجدان الإسلامي فيها.(غزة)
2- جماليات القصيدة في الشعر الفلسطيني المعاصر.(دار الثقافة) 1996
3- إضاءات في الشعر الفلسطيني المعاصر.(الجزء الأول) 1997
4- إضاءات في الشعر الفلسطيني المعاصر.(الجزء الثاني)دار الثقافة والحكمة (1998)
5- البنية اللغوية والموسيقية في الشعر الفلسطيني المعاصر.(دار الهدى – خان يونس 2001)

## الفعاليات والإنجازات
أسبوع القدس في الدوحة.
- إقامة معرض بعنوان (عين الكاميرا) عن الانتفاضة الفلسطينية (101)* صورة.
- إقامة أسبوع الفيلم الفلسطيني.
- إقامة معرض بعنوان (القدس بوابة السماء)
- إقامة معارض تراثية وفنية (مشاركات خارجية)
- مسابقة (فلسطين في القلب) سنتين متتاليتين في شهر رمضان.
- مشاركات أدبية متنوعة في نادي الجسرة الثقافي (تسع سنوات)
- تأبين الزعيم أحمد ياسين، والرنتيسي، والرئيس الفلسطيني ياسر عرفات.
- الإنابة عن السفير والقائم بالأعمال في الفعاليات التي تقام بالدوحة (أدبية- ثقافية- سياسية- علمية- تعليمية...)
الندوات:
- ندوة عن الأدب المقاوم.
- ندوة عن الشعر الفلسطيني.
- ندوة مشتركة باليونسكو عن التعليم.
- ندوة عن الجدار العازل. (مشترك)
- ندوة أدبية بالمستشارية الثقافية الإيرانية، مع أساتذة من جامعة طهران.(مشترك)
- ندوة عن إستراتيجية المرحلة المقبلة (الانتفاضة الفلسطينية).(مشترك.)
- المشاركة في يوم القدس العالمي (سنوياً) بالتعاون مع (المستشارية الثقافية الإيرانية).
- المشاركة في فعاليات السفارة الفلسطينية (الاستقلال، الانتفاضة، اليوم الوطني، يوم الأرض، النكبة..)

## المشاركات الرسمية
1- مؤتمر القمة الإسلامي بالدوحة.
2- مؤتمر القمة الاستثنائي بالدوحة.
3- مؤتمر وزراء الثقافة للدول العربية والإسلامية.
4- مؤتمر رؤساء الجامعات.
5- ندوة التعليم للجميع (وفد فلسطين) بالتعاون مع اليونسكو.
6- ندوة الأثار السلبية للممارسات الإسرائيلية على أطفال فلسطين بالتعاون مع اليونسكو.
7- اجتماع لجنة القدس.
8- مؤتمر الصين والـ 77.

## المدرسة الفلسطينية في دولة قطر
1- الإشراف على انطلاقتها وافتتاحها وتشغيلها وتطويرها.
2- الإشراف على الحفلات المدرسية التي تقام بها.
3- الإشراف على افتتاح المبنى الثاني للمدرسة (بنات).2004/2005 إداريا وفنياً.

## وصلات داخلية مشابهة
- زكريا الاغا
- فلسطين
- ياسر عرفات